# Udotea flabellum
Espèce
Udotea flabellum est une espèce d'algues vertes de la famille des Udoteaceae.